# Bohuňov (okres Žďár nad Sázavou)
Bohuňov (německy Bohuniow) je obec v okrese Žďár nad Sázavou v Kraji Vysočina, zhruba 6 km severozápadně od Bystřice nad Pernštejnem a 10 km východně od Nového Města na Moravě. Žije zde 302 obyvatel.

## Název
Název se vyvíjel od varianty Bohunow (1384), z Bohuniowa (1500), Blahunow (1587), Bohauniow (1609, 1674), Bohaumow (1751). Bohuniow a Bohuňov (1846) až k podobám Bohunow a Bohůňov v roce 1893. Místní jméno znamenalo ves lidí Bohunových.

## Přírodní prostředí
Obec se rozkládá v mírně zvlněné krajině Žďárských vrchů. Geologické podloží je tvořeno převážně rulou a ortorulou. Půda je zde hlinitopísčitá a bývá řazena mezi podzoly a hnědé půdy vrchovin, avšak převážně méně výrazný reliéf zdejší krajiny umožňuje zemědělské využití k pěstování brambor, obilnin, kukuřice a pícnin.

## Historie
První písemná zmínka o obci pochází z roku 1384. Převážnou část své existence Bohuňov patřil k bystřickému panství. Koncem 17. století se začíná v Bohuňově i Janovičkách pěstovat len. Začátkem 18. století se majitelem bystřického panství, včetně Bohuňova, stal rod Mitrovských z Nemyšle.
V letech 2006 až 2010 působil jako starosta Milan Sláma, od roku 2010 tuto funkci vykonává Bc. Petr Váša.
Obec Bohuňov v roce 2006 obdržela ocenění v soutěži Vesnice Vysočiny, konkrétně získala ocenění „hnědý diplom“, tj. diplom za vzorné vedení kroniky. Obec Bohuňov v roce 2014 obdržela ocenění v soutěži Vesnice Vysočiny, konkrétně získala ocenění diplom za kroniku.

## Obyvatelstvo
| Rok            | 1869 | 1880 | 1890 | 1900 | 1910 | 1921 | 1930 | 1950 | 1961 | 1970 | 1980 | 1991 | 2001 |
| Počet obyvatel | 397  | 414  | 391  | 356  | 314  | 324  | 288  | 240  | 238  | 222  | 230  | 245  | 245  |

## Znak a vlajka
Právo užívat znak a vlajku bylo obci uděleno rozhodnutím Poslanecké sněmovny Parlamentu České republiky dne 26. listopadu 1999. V zeleno-červeně plamenným řezem děleném štítě vyrůstá stříbrná zlatovlasá dívka od ramen nahoru. Vlajku tvoří bílý žerďový klín s vrcholem ve středu listu a dva vodorovné pruhy, zelený a červený. Poměr šířky k délce listu je 2:3.

## Pamětihodnosti
- Zemědělský dvůr č. p. 14

## Části obce
- Bohuňov
- Janovičky